# Límit de quantificació
El límit de quantificació (també anomenat de determinació - LOQ) és considerat el límit de concentració més baix per mesures quantitativament precises.
Es detecta un producte químic quan sobrepassa el límit de detecció (LOD), però no se li pot posar un valor numèric a la quantitat de producte, ja que és molt baixa. És per això que existeix el límit de quantificació (més elevat que el de detecció). Quan la quantitat d'un producte està a un nivell per sota del límit de detecció química, aquest no es considera detectat. Si el resultat està entre el LOD i LOQ, es considera “detectat”, i quan el resultat està per sobre del límit de quantificació, es pot donar el valor real numèric de la concentració química.
Es defineix com la quantitat d'anàlit que proporciona un senyal igual al del blanc més deu vegades la desviació estàndard del blanc.
yLQ = yB + 10 SB

## Desviació estàndard
La desviació estàndard serveix per mesurar la precisió, és a dir, grau de semblança de les mesures realitzades entre elles sota condicions sense canvis. Com menor sigui la dispersió dels valors obtinguts, major serà la precisió. Es defineix com l'arrel quadrada positiva de la variància (mitjana dels quadrats de les desviacions).

## Definició de l'ISO
L'ISO (Organització Internacional de Normalització) de- fineix el límit de quantificació en mètodes analítics com:
ISO 13843:
“Concentració mitjana de partícules x per porció analítica (en volum per exemple) on la incertesa estàndard relativa és igual a un valor especificat (RSD també anomenat desviació estàndard relativa)".
A això li agreguem que la incertesa estàndard relativa és una mesura de dispersió perfectament determinable a través d'un disseny experimental adequat.